# Honor (azienda)
Honor Device Co., Ltd., comunemente nota come Honor, è una società cinese impegnata nello sviluppo, produzione e commercializzazione di prodotti elettronici come smartphone, tablet, dispositivi indossabili e smart TV. L'azienda appartiene alla Huawei. 
Fino al 2020 era di proprietà di Huawei Device Co., Ltd., per poi essere acquisita da Shenzhen Zhixin New Information Technology Co., Ltd. Il suo quartier generale è a Shenzhen, Cina.
George Zhao è presidente del marchio a livello globale, mentre Eva Wimmers lo è per l'area europea.
È membro dell'Istituto europeo per le norme di telecomunicazione (ETSI).

## Storia
Nato inizialmente come nome di modelli Huawei economici, è stato concepito come marca alla fine del 2011 e fondato nel 2013. Fin dalla sua nascita, la linea di smartphone Honor ha aiutato Huawei a competere con i marchi a basso costo venduti online in Cina. La società ha iniziato la sua espansione internazionale nel 2014. Nell'aprile 2014 ha lanciato l'Honor 3C in Malesia ed è entrata nel mercato europeo nell'ottobre 2014, con una presentazione a Berlino. Il suo primo telefono top di gamma per l'Europa è stato l'Honor 6. 20 milioni di telefoni Honor sono stati venduti entro i primi sei mesi del 2015, pari al numero venduto in tutto il 2014. A giugno 2015, il marchio si era espanso in 74 paesi, tra cui Europa, India e Giappone.
Il secondo top di gamma di Honor, Honor 7, è stato distribuito nel 2015. Nell'ottobre 2015, Honor ha annunciato l'obiettivo di raddoppiare vendite e profitti, raggiungendo 5 miliardi di dollari di profitti, e ha annunciato piani per concentrarsi sull'India. Il negozio online Vmall di Honor, precedentemente disponibile solo in Cina, è stato lanciato in Europa e nel Regno Unito nel 2015, consentendo acquisti diretti da parte del produttore. Alla fine del 2015, Honor ha confermato l'intenzione di espandere la serie di smartphone e la tecnologia indossabile negli Stati Uniti.
Il marchio ha debuttato negli Stati Uniti nel gennaio 2016 al Consumer Electronics Show con Huawei Honor 5X. Inizialmente il telefono era disponibile solo per l'acquisto online, ma in seguito è stato reso disponibile presso alcuni negozi specializzati. Ad agosto 2016, Recode ha riferito che Honor ha venduto 60 milioni di prodotti, generando oltre 8,4 miliardi di dollari di entrate. Anche il terzo top di gamma di Honor, Honor 8, è stato distribuito nel 2016.
A dicembre 2016, Honor ha presentato Honor Magic, che, lanciato alla vigilia del terzo anniversario del marchio, include un software di intelligenza artificiale progettato per fornire "funzionalità interattive intelligenti" basate sui dati dell'utente. Nel gennaio 2017, al Consumer Electronics Show, Honor ha annunciato che l'Honor 6X, precedentemente disponibile solo in Cina, sarebbe stato reso disponibile in altri 13 mercati, compresi gli Stati Uniti. Il telefono ha ottenuto i premi "Best of CES 2017" da diverse pubblicazioni tecnologiche, tra cui Android Authority, Digital Trends, Slash Gear, e Talk Android. L'Honor 8 Pro, conosciuto come Honor V9 in Cina, è stato lanciato ad aprile 2017. Il quarto top di gamma di Honor, l'Honor 9, è stato rilasciato a giugno 2017, con un milione di unità ordinate entro il primo mese. Nel 2018, gli sviluppatori XDA hanno pubblicato una recensione informativa secondo la quale il prodotto Honor "Honor 10" avrebbe la migliore velocità di ricarica grazie alla super carica Huawei. Il 10 dicembre 2018 ha rinnovato il proprio logo.
A novembre 2020, il marchio Honor viene venduto da Huawei alla Shenzen Zhixin New Information Technology, per assicurare la sopravvivenza stessa del marchio Huawei, causate anche dalle sanzioni USA. Il primo smartphone della nuova proprietà è il V40 5G, a cui segue la famiglia degli Honor 50, con cui il brand torna ad avere i servizi Google.

## Modello di business
A partire dal 2016, Honor vende prodotti principalmente online tramite i propri siti e tramite rivenditori online di terze parti. Alcuni prodotti Honor sono disponibili per l'acquisto nei negozi in determinati mercati. Honor è in grado di offrire smartphone a prezzi inferiori perché la società risparmia denaro operando online. Inizialmente, l'azienda vendeva gli smartphone solo online; il marchio offre vendite flash in alcuni mercati, ma non in altri. Honor ha offerto sconti per entrare a far parte dell'Honor Club.

## Prodotti

### Smartphone Android
- Serie ammiraglia
  - Honor 6 (2014)[25][26]
  - Huawei Honor 6 Plus (2014)[27][28]
  - Honor 7 (2015)[29][30][31][32]
  - Honor 8 (2016)[33]
  - Honor 8 Pro (2017)
  - Honor 9 (2017)[34]
  - Honor 9 lite (2018)
  - Honor 10 (2018)
  - Honor 10 GT (2018)[35]
  - Honor 20 (2019)
  - Honor 20 Pro (2019)
- Serie C
  - Honor 3C (2013)[36][37][38]
  - Honor 4C (2015)[39][40]
  - Honor 5C (2016)
  - Honor 6C (2017)[41]
  - Honor 6C Pro (2017)
  - Honor 7C (2018)
- Serie V
  - Huawei Honor V8 (2016)[42]
  - Honor V9 (2017)
  - Honor View 10 (2018)[43]
  - Honor View 10 lite (2018)
  - Honor View 20 (26 dicembre 2018)[44]
  - Honor View 21[45]
- Serie I
  - Honor 7i (2015)[46][47][48]
  - Huawei Honor 9i (2017)
- Serie X
  - Huawei Honor X1,[49] noto come MediaPad X1 (2014)[50]
  - Huawei Honor X2,[51] noto come MediaPad X2 (2015)[52][53]
  - Honor 3X (2013)[36][54][55]
  - Honor 4X (2015)[56][57][58]
  - Honor 5X (2015)[59][60][61]
  - Honor 6X (2017)
  - Honor 7X (2017)
  - Honor 8X (2018)[62]
  - Honor 9X (2019)
- Serie A
  - Honor 7A (2018)
- Serie Lite
  - Honor 8 Lite[63]
  - Honor 9 Lite (2017)
  - Honor 10 Lite (2018)
  - Honor 20 Lite (2019)
  - Honor Magic5 Lite (2023)
- Play
  - Honor 4 Play (2014)
  - Honor Play (2018)[64][65]
- Serie Note
  - Honor Note 8[66]
  - Honor Note 10 (2018)
- Serie Holly
  - Honor Holly (2014)
  - Honor Holly 2 (2015)
  - Honor Holly 2 Pro (2015)
  - Honor Holly 3 (2016)

### Indossabili
- Honor Band Z1
- Honor Band 3[67]
- Honor Band 4(2018)
- Honor Band 5 (2019)
- Honor Band 6 (2020)
- Honor Band 7 (2021)
- Honor Band 8 (2022)
- Honor Band 9 (2024)

### Software
- EMUI/Magic UI
- HarmonyOS (fino al 2022)
- HarmonyOS NEXT          	* Magic OS